# Dottie Rambo
Dottie Rambo (* 2. März 1934 in Madisonville, Kentucky als Joyce Reba Lutrell; † 11. Mai 2008 in Mount Vernon, Missouri) war eine US-amerikanische Gospel-Sängerin und -Gitarristin. Sie zählt zu den wichtigsten Künstlern der Gospel-Szene.

## Biografie
Dottie Rambo begann im Alter von acht Jahren ihre ersten Lieder zu schreiben. Ihr Gesangstalent bescherte ihr mehrere Auftritte in den örtlichen Kirchen, auf verschiedenen Festivitäten und im örtlichen Radio. Mit zwölf Jahren wurde sie ein Wiedergeborener Christ. Kurz darauf verließ sie ihr Elternhaus und verdiente sich als Sängerin ihr Geld. Als Teil des Gospel-Trios The Gospel Echoes reiste sie durch den Südwesten der USA. 1950 lernte sie ihren späteren Mann Buck Rambo kennen, den sie im Alter von 16 heiratete. Zwei Jahre später wurde ihre Tochter Ruby geboren.
Als Teenager wurde sie von Jimmie Davis, damals Gouverneur von Louisiana entdeckt und unter Vertrag genommen. Zusammen mit Ehemann und Tochter gründete sie in den 1960ern das Gospel-Trio The Singing Rambos (später: The Rambos), das sehr erfolgreich wurde und in der ganzen Welt tourte. Sogar in Vietnam trat das Trio während des Krieges für die amerikanischen Truppen auf. 1969 gewann sie einen Grammy für den Titel The Soul of Me. Ihr zu Ehren wurde eine eigene Gitarren- und Gitarrenverstärkerlinie von Moserite Guitars entworfen.
Auch in den 1970ern blieb sie an der Spitze der amerikanischen Country- und Gospel-Charts. In dieser Zeit spielte sie mit ihrer Familie als erste Gospel-Künstler hinter dem Eisernen Vorhang. Sie war außerdem ein beliebter Gast auf den Tonträgern anderer Stars, wie beispielsweise Elvis Presley, Johnny Cash und Dolly Parton.
Auf dem amerikanischen TV-Sender TBN hatte sie in den 1980ern ihre eigene TV-Show, das The Dottie Rambo Magazine. 1989 musste sie wegen gesundheitlicher Probleme kürzertreten. Ein Bandscheibenvorfall führte zu einer Lähmung des linken Beins. 1994 ließ sie sich auch von ihrem Mann scheiden. 1999 trat Rambo zusammen mit Whitney Houston auf, als sie den Dove Award verliehen bekam. Ihr gemeinsamer Song wurde für den Soundtrack des Films Rendezvous mit einem Engel verwendet. Der Soundtrack gilt als eines der am besten verkauften Gospel-Alben aller Zeiten.
2000 wurde ihr von der amerikanischen Musiker-Vereinigung ASCAP ein Award für ihr Lebenswerk überreicht. Auch im 21. Jahrhundert blieb sie im Musikgeschäft und tourte konstant weiter. Es erschienen die Studioalben Stand by the River (2003) und Sheltered (2005). 2008 verstarb sie bei einem Busunglück, als sie gerade auf dem Weg zu einem Auftritt war. In ihrer mehr als 60-jährigen Karriere hat sie 2.500 Songs geschrieben und aufgenommen und über 80 Alben veröffentlicht. Ihr Vermächtnis lebt in der Rambo Evangelistic Association weiter.

## Diskografie (Auswahl)
- Dottie Rambo and The Imperials (1965)
- It's The Soul Of Me/Sings Spirituals (1967)
- Heart Prints (1972)
- Love Letters (1977)
- Makin' My Own Place (1981)
- Camp Goolamockee (1989)
- Hook Line, Subject & Rhyme (1992)
- Walkin Toward Recovery (1993)
- Dottie Rambo (1992)
- Mama's Favorite Hymns (1994)
- Oil And The Wine (Son of Thunder, Daughter of Light) (1994)
- Down By The Creek Bank (1996)
- Stand by the River (2003)
- We Shall Behold Him (2003)
- Treasures, Yesterday, Today ... (2005)
- Sheltered (2005)